# بروشک
بروشک (به لهستانی:  Brusiek) یک روستا در لهستان است که در گمینا کوشنچین واقع شده‌است. بروشک ۶۸ نفر جمعیت دارد.